# Real Damage
Real Damage – trzeci minialbum amerykańskiej grupy rockowej Gossip, nagrany przy współpracy electropopowego projektu Tracy + the Plastics. Wydano go 25 stycznia 2005.

## Lista utworów
1. "Left Out Now", 2:45
2. "Sleepers", 2:51
3. "Dawn Feather", 2:52
4. "Save Me Claude", 0:48

## Wykonawcy
- Beth Ditto - wokal, fortepian
- Wynne Greenwood alias Tracy - wokal
- Brace Paine - gitara, bass
- Hannah Blilie - perkusja
- Wynne Greenwood alias Nikki Romanos – perkusja
- Wynne Greenwood alias Cola – instrumenty klawiszowe